# Elegy (мини-альбом)
Elegy — мини-альбом группы Leaves’ Eyes, выпущенный в 2005 году в преддверии выхода второго полноформатного студийного альбома группы Vinland Saga. Мини-альбом содержит две версии композиции Elegy, демоверсию композиции Solemn Sea, а также ещё 3 новые композиции, доступные только на этом релизе. Основное отличие демо-композиции Solemn Sea, представленной на данном мини-альбоме, от альбомной версии трека заключается в наличии в демо-композиции 3-х секундного вступления в начале трека.

## Список композиций
| №                   | Название                    | Длительность |
| ------------------- | --------------------------- | ------------ |
| 1.                  | «Elegy» (Single Version)    | 4:33         |
| 2.                  | «Senses Capture»            | 4:58         |
| 3.                  | «A Winter's Poem»           | 4:06         |
| 4.                  | «Solemn Sea» (Demo Version) | 3:47         |
| 5.                  | «Mot Fjerne Land»           | 2:28         |
| 6.                  | «Elegy» (Album Version)     | 5:06         |
| Общая длительность: | Общая длительность:         | 25:01        |

## Участники записи
- Лив Кристин — вокал
- Александр Крулль — клавишные, гроулинг, программирование
- Торстен Бауер — гитара
- Матиас Рёдерер — гитара
- Крис Лухауп — бас-гитара
- Мориц Нойнер — ударные, перкуссия